# Atletisme als Jocs Olímpics d'Estiu de 1920 - llançament de disc masculí
El llançament de disc masculí va ser una de les proves del programa d'atletisme disputades durant els Jocs Olímpics d'Anvers de 1920. La prova es va disputar entre el 21 i el 22 d'agost de 1920 i hi van prendre part 16 atletes de 8 nacions diferents.

## Medallistes
| Or                    | Plata               | Bronze         |
| Elmer Niklander (FIN) | Armas Taipale (FIN) | Gus Pope (USA) |

## Rècords
Aquests eren els rècords del món i olímpic que hi havia abans de la celebració dels Jocs Olímpics de 1920.
| Rècord del Món | 47m 58cm | James Duncan  | Nova York (USA) | 12 maig 1912   |
| Rècord Olímpic | 45m 21cm | Armas Taipale | Estocolm (SWE)  | 12 juliol 1912 |

## Resultats

### Qualificació
Els 17 atletes inscrits hi prenen part i disposen de tres llançaments. Els sis millors passaven a la final.
| Pos. | Atleta             | Nació          | Distància |
| ---- | ------------------ | -------------- | --------- |
| 1    | Elmer Niklander    | Finlàndia      | 44,685    |
| 2    | Armas Taipale      | Finlàndia      | 44,190    |
| 3    | Gus Pope           | Estats Units   | 42,130    |
| 4    | Kenneth Bartlett   | Estats Units   | 40,875    |
| 5    | Oscar Zallhagen    | Suècia         | 40,160    |
| 6    | Allan Eriksson     | Suècia         | 39,410    |
| 7    | Valther Jensen     | Dinamarca      | 38,230    |
| 8    | Ville Pörhölä      | Finlàndia      | 38,190    |
| 9    | Aurelio Lenzi      | Itàlia         | 37,750    |
| 10   | Kenneth Wilson     | Estats Units   | 37,580    |
| 11   | André Tison        | França         | 37,350    |
| 12   | Jonni Myyrä        | Finlàndia      | 37,000    |
| 13   | František Hoplíček | Txecoslovàquia | 36,750    |
| 14   | Émile Ecuyer       | França         | 36,100    |
| 15   | Daniel Pierre      | França         | 35,530    |
| 16   | Arthur Delaender   | Bèlgica        | 32,000    |
| -    | Hans Granfelt      | Suècia         | XX        |

### Final
| Pos. | Atleta           | Nació        | Distància |
| ---- | ---------------- | ------------ | --------- |
| 1    | Elmer Niklander  | Finlàndia    | 44,685    |
| 2    | Armas Taipale    | Finlàndia    | 44,190    |
| 3    | Gus Pope         | Estats Units | 42,130    |
| 4    | Oscar Zallhagen  | Suècia       | 41,070    |
| 5    | Kenneth Bartlett | Estats Units | 40,875    |
| 6    | Allan Eriksson   | Suècia       | 39,410    |